# Nicolás Otamendi
Nicolás Hernán Gonzalo Otamendi (* 12. Februar 1988 in Buenos Aires) ist ein argentinischer Fußballspieler, der vornehmlich in der Abwehr eingesetzt wird. Er steht seit Ende September 2020 bei Benfica Lissabon unter Vertrag. Mit der argentinischen Nationalmannschaft wurde er 2022 Weltmeister.

## Karriere

### Im Verein
Sein Heimatverein seit seiner Jugend ist CA Vélez Sársfield. Am 10. Mai 2008 gab Otamendi sein Profidebüt in der Clausura, war aber im weiteren Saisonverlauf nur Ergänzungsspieler. 2009 wurde er Stammspieler, debütierte auch auf internationaler Klub-Ebene in der Copa Sudamericana und gewann mit Vélez den Clausura-Titel. In der Apertura 2009 erzielte Otamendi beim 3:1 gegen Arsenal de Sarandí sein erstes Profitor. Die uruguayische Zeitung „El País“ wählte den Innenverteidiger daraufhin in die Südamerika-Auswahl. Ende August 2010 wurde Otamendi für eine Ablöse von 4 Millionen € vom portugiesischen Topklub FC Porto für fünf Spielzeiten verpflichtet, Vélez Sársfield behielt 50 % der Transferrechte. In seiner ersten Saison gewann er mit dem FC Porto die portugiesische Meisterschaft, den Pokal und die UEFA Europa League.
Im Februar 2014 wechselte Otamendi in die Primera División zum FC Valencia. Er unterschrieb einen Vertrag bis zum 30. Juni 2019 und wurde bis zum Saisonende an Atlético Mineiro ausgeliehen. Zur Saison 2014/15 stieß Otamendi zum Team des FC Valencia. Nach nur einer Spielzeit in La Liga, schloss sich Otamendi dem englischen Erstligisten Manchester City an.
Ende September 2020 wechselte Otamendi für 15 Millionen Euro zu Benfica Lissabon; im Gegenzug wechselte Rúben Dias für 68 Millionen Euro zu Manchester City. Er unterschrieb einen Vertrag bis zum 30. Juni 2023, der eine Ausstiegsklausel in Höhe von 30 Millionen Euro enthält.

### In der Nationalmannschaft
In der argentinischen Nationalmannschaft debütierte er im Freundschaftsspiel gegen Panama (3:1) am 20. Mai 2009, obwohl er erst 21 Jahre alt war und bis dahin nur elf Profispiele bestritten hatte.
Auch für die Weltmeisterschaftsqualifikationsspiele gegen Kolumbien und Ecuador wurde Otamendi von Nationalcoach Diego Maradona berufen und stand gegen Ecuador in der Höhenlage von Quito, in der Argentinien mit 0:2 unterlag, sogar in der Startelf. Nach einer erneuten Niederlage gegen Brasilien, bei der Otamendi in der Innenverteidigung spielte, setzte ihn Trainer Diego Maradona im entscheidenden Qualifikationsspiel gegen Uruguay auf der für ihn ungewohnten Position des rechten Verteidigers ein. In dem umkämpften Spiel war er schließlich einer der Schlüsselspieler für den 1:0-Sieg. Am 19. Mai 2010 wurde Otamendi als einer der wenigen Spieler, die in Argentinien selbst ihr Geld verdienten, in den argentinischen Kader der WM 2010 berufen. Im letzten Gruppenspiel gegen Griechenland und im Achtel- und Viertelfinale gegen Mexiko bzw. Deutschland spielte er jeweils von Beginn an.
Er stand im Kader der Nationalmannschaft Argentiniens für die WM 2018 in Russland.
Beim 1:0-Finalsieg am 10. Juli 2021 über Titelverteidiger Brasilien gewann er mit seiner Mannschaft die Copa América 2021.
Bei der  Weltmeisterschaft 2022 in Katar wurde er mit Argentinien Weltmeister. Er kam in jedem Spiel über die volle Spielzeit zum Einsatz. Das Finale gegen Frankreich war sein 100. Spiel für die Nationalmannschaft.

## Titel und Auszeichnungen

### Nationalmannschaft
- Weltmeister: 2022
- Copa-América-Sieger (2): 2021, 2024
- Finalissima-Sieger: 2022

### Vereine
International
- Europa-League-Sieger: 2011

Argentinien
- Argentinischer Meister (Clausura): 2009

Portugal
- Portugiesischer Meister (4): 2011, 2012, 2013, 2023
- Portugiesischer Pokalsieger: 2011
- Portugiesischer Ligapokalsieger: 2025
- Portugiesischer Supercupsieger (5): 2010, 2011 (beide ohne Einsatz), 2012, 2013, 2023

Manchester City
- Englischer Meister (2): 2018, 2019
- Englischer Pokalsieger: 2019
- Englischer Ligapokalsieger (4): 2016, 2018, 2019, 2020
- Englischer Supercupsieger (2): 2018, 2019

### Auszeichnungen
- PFA Team of the Year: 2017/18 (Premier League)